# Asentimiento

Una representación de una persona asintiendo

Un asentimiento es un movimiento de cabeza como gesto en el que la cabeza se inclina alternando arcos hacia arriba y hacia abajo a lo largo del plano sagital. En muchas culturas, se usa más comúnmente, pero no universalmente, para indicar acuerdo, aceptación o reconocimiento.

## Para indicar aceptación
Diferentes culturas asignan diferentes significados al gesto. Asentir con la cabeza para indicar "sí" está muy extendido y aparece en una gran cantidad de grupos culturales y lingüísticos diversos. Las áreas en las que asentir generalmente tiene este significado incluyen el subcontinente indio (tenga en cuenta que el movimiento de la cabeza también muestra acuerdo allí), el Medio Oriente, el sudeste de Asia, la mayor parte de Europa, América del Sur y América del Norte. Asentir con la cabeza también se puede usar como señal de reconocimiento en algunas áreas o para mostrar respeto. Se puede inferir un insulto si no se devuelve en especie.
En Grecia, el único movimiento de cabeza hacia abajo que indica "sí" a menudo se combina con el cierre de los ojos simultáneamente. Este asentimiento comúnmente también incluye un giro muy leve, casi imperceptible, de la cabeza hacia la izquierda (o hacia la derecha).
Una encuesta temprana sobre asentir con la cabeza y otros gestos fue La expresión de las emociones en el hombre y los animales (The Expression of the Emotions in Man and Animals, en su idioma original), escrita por Charles Darwin en 1872. Darwin escribió a misioneros en muchas partes del mundo pidiendo información sobre gestos locales y concluyó que asentir con la cabeza para decir "sí" era común a muchos grupos diferentes.
Existen diversas teorías sobre por qué asentir con la cabeza se usa con tanta frecuencia para indicar aceptación. Una teoría simple es que es una forma de reverencia, lo que indica que uno está preparado para aceptar lo que otra persona dice o solicita. También se ha afirmado que los bebés, cuando tienen hambre, buscan leche moviendo la cabeza verticalmente, pero rechazan la leche girando la cabeza de lado a lado.

## Para indicar rechazo
Hay varias excepciones: en Grecia, Chipre, Irán, Turquía, Bulgaria, un solo movimiento de cabeza hacia arriba (no hacia abajo) indica un "no". Algunas culturas también intercambian los significados entre asentir y sacudir la cabeza.
Específicamente en Grecia y en Chipre, el único movimiento de cabeza hacia arriba que indica "no" casi siempre se combina con un levantamiento simultáneo de las cejas y, más comúnmente, también con un leve (o completo) giro de los ojos. El sonido de clic dental, llamado "τσου" (tsou) en griego, a menudo acompaña a este gesto. Este gesto con este sonido también es común en Sicilia. Este sonido tiene un gran parecido, pero no es idéntico, al sonido de chasquido británico. El uso de "τσου" es opcional y está reservado solo para un fuerte énfasis en el "no".
El énfasis en las cejas levantadas y el giro de los ojos es tal, que el propio movimiento de cabeza hacia arriba ha pasado a ser secundario. Una persona puede denotar "no" simplemente levantando las cejas y poniendo los ojos en blanco, con la cabeza completamente inmóvil.

## Como saludo
Asentir con la cabeza también se puede usar como una forma de saludo no verbal o reconocimiento de la presencia de otra persona; en este contexto, es esencialmente una forma especialmente suave de reverencia, con el movimiento suficiente para mostrar un grado de respeto sin formalidad adicional. Esto incluye el tradicional movimiento de cabeza hacia abajo o el movimiento de cabeza hacia arriba (que es más informal y generalmente se usa entre amigos o subordinados). Para aumentar la formalidad, el movimiento de cabeza hacia abajo también puede ir acompañado de un saludo verbal adecuado.
En los Estados Unidos, los hombres a menudo saludan a otros hombres con los que hacen contacto visual usando un asentimiento. Se ha afirmado que "muchos hombres sienten que se puede intuir mucho del gesto [...] repleto de todo tipo de pequeños matices".

## Síndrome de asentir
Asentir con la cabeza también es un síntoma de la enfermedad del asentimiento, una enfermedad que aún no se ha explicado. Afecta principalmente a niños menores de 15 años y se documentó por primera vez en Tanzania en 1962.